# Bang Si-hyuk
Bang Si-hyuk (ur. 9 sierpnia 1972 w Seulu), znany zawodowo jako „Hitman” Bang – południowokoreański autor tekstów, kompozytor, producent i dyrektor muzyczny. Jest założycielem Big Hit Music (dawniej Big Hit Entertainment) i Hybe Corporation, w którym pełni funkcję prezesa.
Jeden z pięćdziesięciu najbogatszych ludzi w Korei Południowej według Forbes Asia, Bang jest jedynym miliarderem w południowokoreańskim przemyśle rozrywkowym. Według danych Bloomberg Billionaires Index z lipca 2021 r. jego wartość szacuje się na 3,2 miliarda dolarów.

## Wczesne życie
Bang Si-hyuk urodził się jako syn Banga Geuk-yoon, byłego prezesa Korea Workers’ Compensation and Welfare Corporation w Koreańskim Instytucie Badawczym Ubezpieczeń Społecznych i jego żony Choi Myung-ja. Ma młodszą siostrę. Jego wuj ze strony matki, Choi Kyu-sik, został mianowany ambasadorem Korei Południowej na Węgrzech w 2018 r.
Bang dorastał w muzycznym domu i od najmłodszych lat rozwijał pasję do muzyki, ale rodzice zniechęcili go do kariery muzycznej. W gimnazjum założył jednak zespół z przyjaciółmi, zaczął pisać i wykonywać piosenki, które sam skomponował. Bang uczęszczał do Kyunggi High School przed ukończeniem Seoul National University.

## Kariera
Bang zadebiutował jako kompozytor jeszcze na studiach. W połowie lat 90. poznał Park Jin-young, z którym często współpracował. Kiedy Park założył swoją firmę JYP Entertainment, Bang dołączył do niego jako kompozytor, aranżer i producent. Jednym z ich wczesnych sukcesów była grupa pierwszego pokolenia g.o.d. Byli w dużej mierze odpowiedzialni za produkcję debiutanckiego albumu g.o.d Chapter 1, z Park jako producentem i głównym autorem piosenek, podczas gdy Bang zaaranżował instrumentację i muzykę. Pseudonim sceniczny Banga „Hitman” pochodzi z tego okresu, kiedy g.o.d odniósł sukces jako jeden z najlepiej sprzedających się i najpopularniejszych boysbandów w kraju na początku 2000 roku. Oprócz g.o.d, Bang produkował i komponował dla wielu innych artystów, w tym dla weteranów Im Chang-jung i Park Ji-yoon, piosenkarza i aktora Rain, grup Wonder Girls, 2AM i Teen Top oraz piosenkarki R&B Baek Ji-young.
W 2005 roku Bang opuścił JYP Entertainment i założył własną firmę Big Hit Entertainment, gdzie nadal pisał, komponował i produkował dla artystów Big Hit – napisał sześć piosenek do chwalonego przez krytyków albumu Wings zespołu BTS (2016). Dzięki sukcesowi Wings Bang zdobył tytuł the Best Producer Award na Mnet Asian Music Awards oraz Songwriter Award na Melon Music Awards. W czerwcu 2018 został uznany za jednego z Międzynarodowych Liderów Muzyki Variety ze względu na osiągnięcia BTS.